# Cyprian Bazylik

herb własny Cypriana Bazylika

Cyprian Bazylik (ur. ok. 1535 w Sieradzu, zm. po 1591), syn Macieja, zwany Ciprianus Siradiensis, Cyprian z Sieradza, monogramista C.B., C.S. – polski kompozytor, pisarz, poeta, tłumacz, działacz reformacyjny (kalwinista).

## Życiorys
Był mieszczaninem sieradzkim. W półroczu 1550/1551 immatrykulował się w Akademii Krakowskiej. Już wcześniej skłaniał ku kalwinizmowi. Tworzył utwory poetyckie i muzyczne. Dzięki poparciu Mikołaja Radziwiłła Czarnego otrzymał posadę w kancelarii Zygmunta Augusta w Wilnie. W 1557 poznał Jakuba Heraklidesa Basilicusa i z jego poparciem uzyskał nobilitację pod herbem i nazwiskiem swego protektora oraz tytuł poeta laureatus. W 1558 wyjechał na Litwę, gdzie został muzykiem i rymotwórcą na dworze Mikołaja Radziwiłła Czarnego (razem z przebywającym już tam Wacławem z Szamotuł). W 1569 był sekretarzem wojewody sieradzkiego Olbrachta Łaskiego. Wkrótce też zawarł małżeństwo z Agnieszką Lern, córką mieszczanina krakowskiego Stanisława. Był kancelistą, drukarzem i tłumaczem wydawnictw kalwińskich. W latach 1569–1570 był właścicielem poradziwiłłowskiej drukarni w Brześciu. Pełnił urząd wójtowski w Mielniku i w przynależnej wsi Orłowo. 25 listopada 1576 otrzymał od Stefana Batorego w użytkowanie 7 łanów (ok. 115 ha) we wsi królewskiej Moszczona i dożywotnie zabezpieczenie wójtostwa. 20 lutego 1591 z nieznanych przyczyn zrzekł się prawa do tych posiadłości na rzecz Stanisława Kuczkowskiego.

## Twórczość muzyczna
Zachowało się kilkanaście pieśni i psalmów polskich na chór a cappella. Jeśli nie zaznaczono inaczej, wszystkie utwory są 4-głosowe.
Pieśni
– Z kancjonału zamojskiego, ok. 1558 r.:
- Pieśń o niebezpieczeństwie żywota człowieczego (słowa Jakuba Lubelczyka);
- Dobrotliwość Pańska (słowa Jakuba Lubelczyka);
- Pieśń nowa krześcijańska (słowa Jakub Lubelczyk);
- Pieśń nowa, w której jest dziękowanie (autorem słów jest być może Zofia Oleśnicka);
- Nabożna piosnka (sł. Andrzeja Trzecieskiego);
- Oratio Dominica (Ojcze nasz, tł. Andrzeja Trzecieskiego);
- Piosnka bardzo piękna o Narodzeniu Pańskim (3-gł.).

– Z innych źródeł:
- Pieśń z Ewanjelijej wyjęta (sł. Jakuba Lubelczyka).

Psalmy (wszystkie 4-głosowe, wszystkie wydane u Łazarza Andrysowicza (druk zaginął) i po raz drugi u Mateusza Siebeneichera, także zachowane w kancjonale zamojskim):
- 36 (przekład Jakuba Lubelczyka);
- 70 (przekład S.K. – Sebastian Klonowic? S. Kleryka?);
- 79 (przekład Jakuba Lubelczyka);
- 127 (128) (przekład Jakuba Lubelczyka);
- 129 (130) (przekład nn).

Oprócz tego Bazylik jest także autorem zachowanych w kancjonale brzeskim hymnów 1-głosowych.
Pieśni Cypriana Bazylika nagrały polskie zespoły muzyki dawnej:
- Bornus Consort, dyr. Marcin Bornus-Szczyciński. Wersja a capella, 10 pieśni.
- Ars Nova wraz z Subtilior Ensemble, chórem Cantilena Sieradz, dyr. Jacek Urbaniak, wersja wokalno-instrumentalna, 4 prawykonania, 15 pieśni.
- Ensemble JERYCHO, dyr. Bartosz Izbicki- "Cyprian Bazylik. Opera Omnia"

## Twórczość literacka
Był twórcą silnie związanym z reformacją, a jego pieśni są wspaniałym przykładem polskojęzycznej reformacyjnej twórczości religijnej XVI wieku. Teksty poetyckie Cypriana Bazylika oceniane są bardzo wysoko. Pozostawił po sobie liczne poezje okolicznościowe.
Przetłumaczył także na język polski 4 z pięciu ksiąg łacińskiego dzieła Andrzeja Frycza Modrzewskiego De Republica emendanda (De moribus, De legibus, De bello, De schola) i wydał je pod polskim tytułem O poprawie Rzeczypospolitej: O obyczajach, O statucie, O wojnie,  O szkole; Łosk 1577 (nie przełożył księgi De Ecclesia – O Kościele). Jako pisarz odznaczał się znakomitym opanowaniem polszczyzny.

### Ważniejsze utwory
- Krótkie wypisanie sprawy przy śmierci i pogrzebie Oświeconej Księżnej Pani Halżbiety z Szydłowca Radziwiłłowej, wojewodziny wileńskiej, roku 1562, Brześć 1562, drukarnia S. Murmelius
- Cyprian Bazylik do tegoż (tj. Odmieńca), wiersz w: Proteus albo Odmieniec, Brześć 1564
- Wiersz na cześć Radziwiłłów w: T. Falconius Sprawy i słowa Jezusa Krystusa, Brześć 1566
- Wiersz do księcia M. Radziwiłła w: T. Falconius Wtore księgi Łukasza świętego, Brześć 1566
- Napis na grobie zacnego szlachcica Pawła Secygniowskiego, Brześć Litewski 1570
- O zacności herbu Warnia, a o wielkiej dzielności ludzi rycerskich w domu panów Gnoińskich... historia, Kraków 1600

### Ważniejsze przekłady
- Historia o srogim prześladowaniu Kościoła Bożego... Przydatna jest k temu historia o postanowieniu i potem rozproszeniu kościołów cudzoziemskich w Londynie, nad którymi był prawdziwym a krześciańskim biskupem on świętej pamięci mąż Jan Łaski, Brześć 1567 (przeróbka dzieła Jana Crespina Actiones et monimenta martyrum, franc. wydanie 1554)
- M. Barletius Historia o żywocie i zacnych sprawach Jerzego Kastryota, którego pospolicie Szkanderbegiem zową, Brześć 1569, drukarnia C. Bazylik
- Nicolaus Olahus Historia spraw Atyle, króla węgierskiego, z łacińskiego języka na polski przełożona, Kraków 1574, drukarnia M. Wirzbięta
- A. Frycz Modrzewski O poprawie Rzeczypospolitej księgi czwore, Łosk 1577, drukarnia J. Karcan

### Listy i materiały
- List do Albrechta Pruskiego (Wilno, 29 listopada 1560)
- Litterae nobilitationis Cypriani Siradiensis per Heraclidem Jacobum Basilicum, Sami princepem, marchionem Pari, datae ac per Sigismundum Augustum confirmatae (obóz nad Muszą, 1 września 1557)
- Cypriano Basilico septem lanei in villa Msczona ad vitam dantur (Toruń, 25 listopada 1576)
- Conservatio ad vitae extrema tempora in advocatia Mielnicensi Cypriani Bazyliczi (Warszawa, 1 listopada 1582)
- Cessio advocatiae Mielnicensis et certi agri in villa Moszczana Stanislao Kuczkowski per Basilik (Warszawa, 20 lutego 1591)

### Utwory o autorstwie niepewnym
- Proteus abo Odmieniec, Brześć 1564
- Postępek prawa czartowskiego, Brześć 1570, drukarnia C. Bazylik
- Pieśń ze 31 kap. Przypowieści Salomonowych o pobożnej a cnotliwej niewieście, Nieśwież 1564, drukarnia Daniel z Łęczycy
- Commoda Henrici... (ogłoszone w: J. Czubek Pisma polityczne z czasów pierwszego bezkrólewia, Kraków 1906)